# Syncrenis ustimargo
Syncrenis ustimargo är en fjärilsart som beskrevs av W. Warren 1906. Syncrenis ustimargo ingår i släktet Syncrenis och familjen mätare. Inga underarter finns listade i Catalogue of Life.